# Wildheart
Wildheart è il terzo album in studio del cantante statunitense Miguel, pubblicato nel 2015.

## Tracce
Edizione Standard
1. A Beautiful Exit – 3:04
2. Deal – 4:17
3. The Valley – 3:05
4. Coffee – 4:46
5. NWA (featuring Kurupt) – 3:34
6. Waves – 3:22
7. What's Normal Anyway – 3:13
8. Hollywood Dreams – 3:16
9. Destinado a Morir (Enter.lewd) – 1:19
10. ...Goingtohell – 4:04
11. Flesh – 4:29
12. Leaves – 3:22
13. Face the Sun (featuring Lenny Kravitz) – 4:32

Edizione Deluxe 
1. ...Goingtohell – 4:04
2. Flesh – 4:29
3. Leaves – 3:22
4. Face the Sun (featuring Lenny Kravitz) – 4:32
5. GFG – 3:39
6. Destinado a Morir – 3:01
7. Simple Things – 3:16
8. Damned – 3:26

## Classifiche
| Classifica (2015) | Posizione raggiunta |
| ----------------- | ------------------- |
| Regno Unito       | 31                  |
| Stati Uniti       | 2                   |